# Hartung von Lampoting

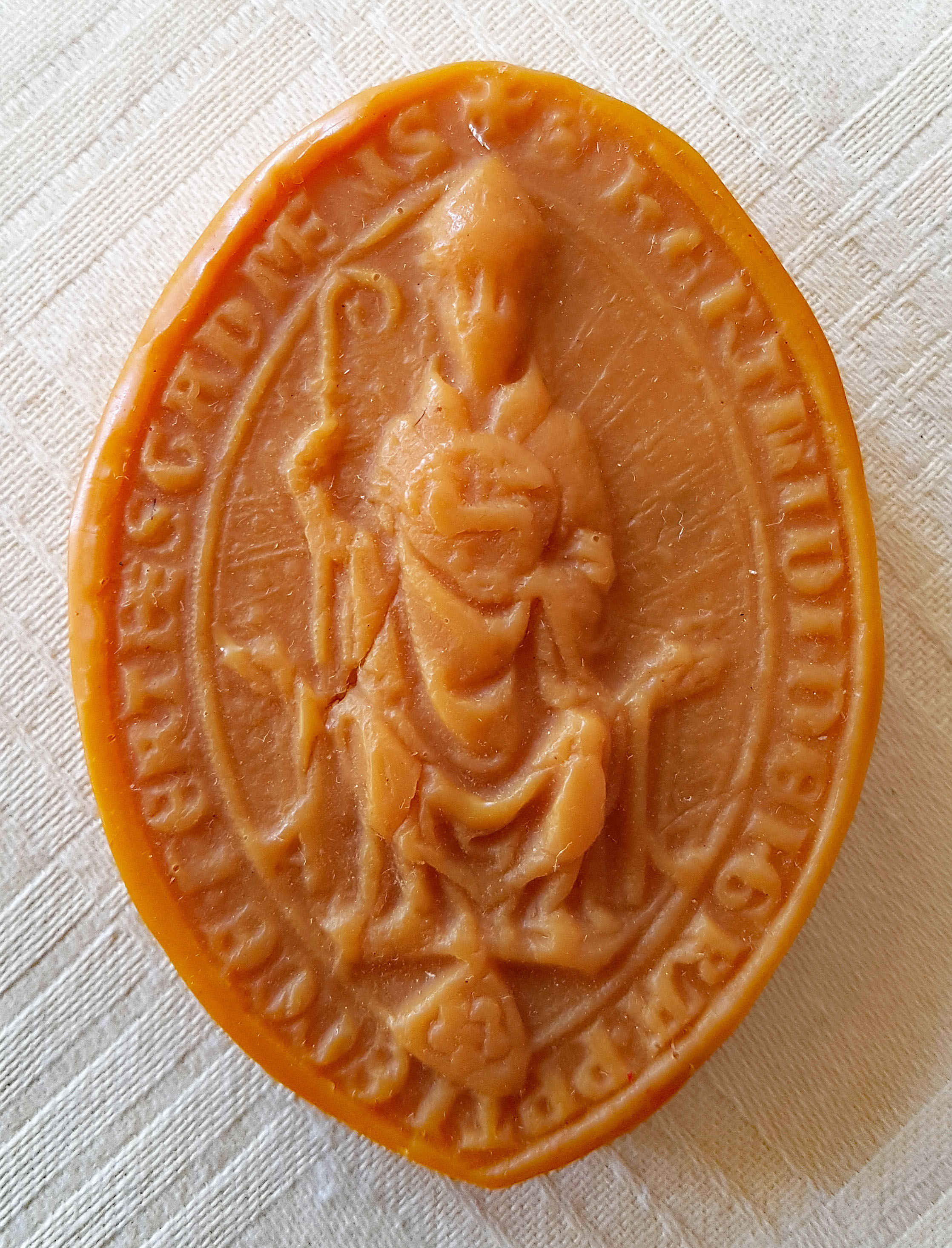
Siegel des Hartung von Lampoting

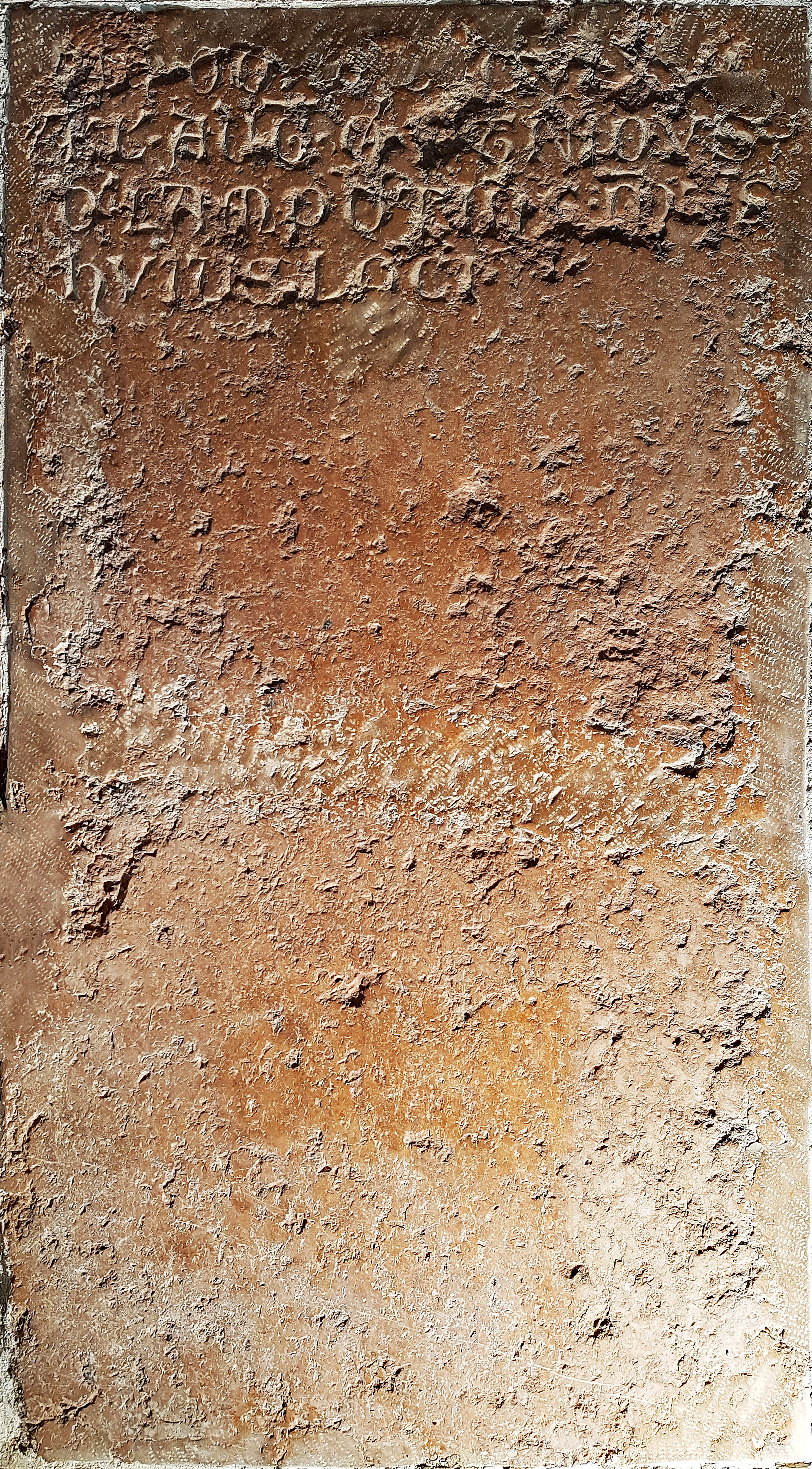
Grabstein Hartung von Lampoting

Hartung von Lampoting (auch: Hartnid, Hartneid) († 18. August 1306) war 1277 bis 1295 Domherr von Salzburg, dann Dompropst von Gurk und zuletzt von 1303 bis 1305 Propst des Klosterstifts Berchtesgaden. (Vermutlich entstammte er jener Familie, die im Schloss Lampoding in Lampoding ihren Sitz und im Wappen eine heraldische Rose hatten.)
Hartung von Lampoting unterstand als Propst des Berchtesgadener Klosterstifts noch der Metropolitangewalt des Erzbistums Salzburg. Erst 1455 konnte sich das Stift davon befreien und war danach in geistlichen Dingen allein dem Papst unterstellt. Aber auch die weltliche Eigenständigkeit der Stiftspropstei begann sich bereits seit 1294 durch die Erlangung der Blutgerichtsbarkeit für schwere Vergehen zu manifestieren.
Lampoting war der erste Propst, der sein persönliches Wappen im Propstsiegel führte. So zeigt das Siegelbild die auf einer kleinen Thronbank sitzende Gestalt eines Propstes mit Mitra und Krummstab, unter dem Thron ist das kleine Wappenschild mit einer heraldischen Rose zu erkennen. In der Umschrift des abgebildeten Siegels oben heißt es:

„+S(IGILLUM) . HERTNIDI . DEI . GR(ATI)A . P(RE)P(OSI)TI . ECC(LESI)E . PERTHESGADME(NS)IS“

Lampotings Grabstein ist in der Martinskapelle (seit 1923 Kriegergedächtniskapelle) im Ostflügel des Kreuzganges zwischen Berchtesgadener Stiftskirche und dem vormaligen Augustiner-Chorherrenstift. Er ist der älteste erhaltene Propstgrabstein eines Berchtesgadener Stiftspropstes in der Berchtesgadener Stiftskirche.  Soweit zu entziffern, lautet die Umschrift in gotischen Minuskeln auf dem Grabstein:

„AN . DO . M . CCC . VI . XVIII .
 
KL . AUG . O . H’TNIDVS

D . LAMPOTING . PPTS

HVIUS . LOCI“